# 菲普斯堡 (緬因州)
菲普斯堡（英語：Phippsburg）是一個位於美國緬因州薩加達霍克縣的鎮。

## 人口
根據2020年美國人口普查的數據，菲普斯堡的面積為184.41平方千米，當中陸地面積為74.02平方千米，而水域面積為110.39平方千米。當地共有人口2155人，而人口密度為每平方千米12人。